# Borsóthy Péter
Borsóthy Péter (1700 körül – Mezőkomárom, 1758. november 10.) veszprémi egyházmegyei áldozópap.

## Élete
A pécsi gimnáziumban tanult és az ottani papnevelőbe lépett be. Felsőbb tanulmányait Nagyszombatban végezte, ahol misés pappá szentelék, majd 1727-ben visszatért Pécsre. 1728-ban Mezőkomáromban lett plébános. Kerületi esperes volt, amikor ebben a minőségben Bíró Márton püspök meghatalmazása nyomán kánonilag végiglátogatta a székesegyházi főesperesség plébániáit 1747 januárja és 1749 májusa között. Ennek a vizsgálatnak az eredményeit nagy fólió kötetben írta le. 1747-ben 47 évesnek mondta magát és ekkor 22 éve volt pap. 1757-ben tiszteletbeli kanonoki címben részesült.

## Munkái
- Jubileum, quo in palatinatus dignitatem electo et omnium jubilo evecto… Ludovico de Battyán… palatino jubilariter aggratulatur. Budae, 1751.